# 푸른 망아지 브링크
푸른 망아지 브링크는 데즈카 오사무가 제작한 판타지 모험 애니메이션 시리즈이다. 이 애니메이션은 이반 이바노프의 고전 영화 콘조크-고르부노크를 기반으로 판타지물 특유의 독창적인 세계관을 구축하였다.
대한민국에서는 《요술망아지 브링크》라는 제목으로 1995년 7월 25일부터 1995년 9월 15일까지 KBS에서 방영되었다.

## 이야기
이 이야기는 영웅 카케루와 브링크라는 신비로운 망아지의 만남으로 시작된다. 카케루는 천둥 샤워에서 깜박임을 지켜주며 감사의 말로 브링크는 그에게 곤경에 처했을때, 모든 카케루가 해야할 일은 자신의 이름을 3번 불러내고 나타낼 것이라고 말한다. 여름의 끝에서 카케루가 집으로 돌아오면, 그의 이야기를 담은 작가인 아버지가 납치된다. 카케루는 눈물을 흘리며 브링크의 이름을 외운다. 브링크가 약속한대로 즉시 나타나고, 둘은 카케루의 아버지 흔적을 찾기 위해 나선다. 

## 방영 에피소드 목록
1. 먼 곳으로 출발
2. 회색 목장의 비밀
3. 로즈 하우스의 포로
4. 비뚤어진 아이보리 성
5. 노란색 포트의 괴물 도기트라
6. 파란색 마을의 신비한 과일
7. 추돌! 황록색 도로 경주!
8. 유혹의 섬 - 코발트
9. 싸우는 나라 - 레드 바알
10. 신비의 숲 - 세피아
11. 테라스 - 원색 마을
12. 보라색 마을의 심장 도둑
13. 갈색 마을의 기갑 총기차
14. 어린이 마을, 무지개 마을
15. 금색 계곡의 빛 방주
16. 행운의 거리: 민트 그린
17. 밀키 화이트: 공중에 있는 사원의 비밀
18. 꽃이 피나요?: 에메랄드 숲의 암흑 꽃
19. 어둠의 강으로! 신비한 울트라마린 플레인!!
20. 동물의 낙원: 하피 그린
21. 노란색 제과점: 녹지 또는 꽃이 없는 마을
22. 사랑의 비행기! 페르시안 블루에서 비행!!
23. 데이비스 그레이의 전설! 블링크가 화석으로 변하다!!
24. 해저 도시: 팜의 인어공주
25. 블링크가 오페라 마을에서 사라지다
26. 소생! 스칼렛 리버의 형광 나비
27. 신비! 모험의 성, 인디고
28. 다시 사랑해! 홍해에서의 치열한 전투
29. 적 또는 친구? 주황색 돌의 형사
30. 진실의 열쇠를 찾아라! 어두운 보라색 호수의 유적
31. 금색 호박 계곡
32. 역류 도시, 스카이 블루
33. 다시 만나자! 어두운 감옥에 있는 어머니와 아이
34. 외로운 카케루! 어두운 바다의 악몽!!
35. 최강 병사: 블랙 사무라이
36. 어둠의 성으로! 용기의 얼굴
37. 호로 왕자: 청동 함정
38. 빛과 어둠의 총성
39. 안녕 끝없는 여행과 블링크

## 등장인물
- 카케루
- 키라라 공주
- 줄리에
- 하루히코 시키
- 탄바
- 헨리
- 니치
- 스피카
- 블링크
- 나나
- 호로 왕자
- 사치
- 라쿠루루